# Corridors
Corridors ist ein Jazzalbum von Kendrick Scott. Die um 2022 entstandenen Aufnahmen erschienen am 3. März 2023 auf Blue Note Records.

## Hintergrund
Der Schlagzeuger Kendrick Scott leitet seit Mitte der 2000er-Jahre eine Band namens Oracle; mit ihr hat er mehrere Alben eingespielt, darunter zwei für Blue Note Records. Auf seinem Album Corridors entfernte er sich von diesem Projekt und bildete ein neues Trio mit dem Saxophonisten Walter Smith III und dem Bassisten Reuben Rogers. Corridors wurde ursprünglich von Rio Sakairi für die Artist Fellowship Series 2020 des New Yorker Jazzclubs Jazz Gallery in Auftrag gegeben und enthält acht Eigenkompositionen Scotts und ein neues Arrangement des Stücks „Isn’t This My Sound Around Me?“ von Bobby Hutcherson, erstmals 1993 aufgenommen für das Album Manhattan Moods von McCoy Tyner und Bobby Hutcherson.

## Titelliste
- Kendrick Scott: Corridors (Blue Note 4552189)[2]

1. What Day Is It? 4:54
2. Corridors 7:45
3. A Voice Through the Door 6:52
4. One Door Closes (Kendrick Scott, Walter Smith III) 0:40
5. Isn’t This My Sound Around Me? (Bobby Hutcherson) 5:08
6. One Door Closes, Another Opens 4:53
7. Your Destiny Awaits 5:44
8. Another Opens (Kendrick Scott, Reuben Rogers) 0:51
9. Threshold 5:54

Wenn nicht anders vermerkt, stammen die Kompositionen von Kendrick Scott.

## Rezeption
Phil Freeman schrieb in Ugly Beauty/Stereogum, die Platte beginnt mit „What Day Is It?“ – ein hüpfender, Vamp-artiger Groove, über den Walter Smith flitzen und sausen würde. Scotts Schlagzeugspiel zeige dabei eine große Leichtigkeit; sein Hi-Hat und seine Becken tanzen, während seine Toms und die Kickdrum auf der Lauer liegen und angreifen, wenn man es am wenigsten erwarte, wie ein plötzliches Erdbeben. Und Rogers sei nicht nur der Klebstoff zwischen Schlagzeug und Saxophon; er würde das zweite Hauptinstrument darstellen, das wie eine Gazelle durch die Klanglandschaft springe, gelegentlich an Ort und Stelle schwebe, um den anderen beiden einen Ankerpunkt zu geben, aber gleichzeitig seinem eigenen Weg folge.
Nach Ansicht von Matt Micucci (Jazziz) sei dieses Trio-Album während des COVID-19-Pandemie-Lockdowns entstanden und konzentriere sich daher darauf, „nach außen gerichtete Fragen zu stellen, anstatt nach innen zu schauen“.
Aarik Danielson schrieb in der Columbia Daily Tribune, Scott halte mit seinem besinnlichen Schlagzeugspiel die Musik immer in Bewegung, und er und seine Gruppe würden auf wunderbare Weise die Grenze zwischen Abenteuer und Zugänglichkeit ziehen.